# Tomochichi
Tomochichi (to-mo-chi-chi') (né vers 1644 - mort le 5 octobre 1739) était un chef amérindien du peuple Creek.
Bien que la plus grande partie de sa vie reste dans l'ombre, on sait que Tomochichi a dû s'exiler de la nation Creek pour des raisons obscures. Il a établi avec plusieurs compagnons le premier campement de ce qui est actuellement la ville de Savannah en Géorgie. Un bâtiment fédéral y porte son nom.
Tomochichi voulait favoriser l'éducation de son peuple. Il a travaillé avec Benjamin Ingham, un ami de John et Charles Wesley, pour créer une école indienne à Irene (en) au Texas. Celle-ci a ouvert ses portes en septembre 1736.